# Мана келн
Мана келн (калм. Наш язык) — первый в истории литературно-художественный журнал на калмыцком языке, сыгравшую значительную роль в становлении советской калмыцкой литературы и развитии современной калмыцкой литературы.

## История
В 1925 году обком ВКП(б) Калмыцкой автономной области и облисполком приняли решение издавать на калмыцком языке общественно-политический и литературно-художественный журнал под названием «Мана келн». Первый номер журнала «Мана келн» вышел 22 марта 1928 года. Журнал был органом калмыцкого отделения Всероссийской ассоциации пролетарских писателей. Журнал выходил ежемесячно в объёме двух печатных листов. Тираж составлял 1000 экземпляров.
Редактором журнала был Ишля Бадмаев. Своей целью журнал считал развитие новой калмыцкой литературы. С редакцией журнала сотрудничали калмыцкие писатели и поэты Нимгир Манджиев, Аксен Сусеев, Санджи Каляев, Баатр Басангов, Хасыр Сян-Белгин. На страницах журнала публиковались различные художественные сочинения, рецензии и критические статьи о творчестве молодых калмыцких писателей.
В журнале издавали педагогический методический материал, который использовали калмыцкие учители в качестве учебного материала в калмыцких школах. Журнал издал литературный сборник «Книга для чтения 2-го года обучения в калмыцких школах I ступени», который включал сочинения молодых калмыцких авторов.
Журнал перестал выходить в 1935 году.